# Верхня Баранча
Верхня Бара́нча (рос. Верхняя Баранча) — селище у складі Кушвинського міського округу Свердловської області.
Населення — 75 осіб (2010, 130 у 2002).
Національний склад станом на 2002 рік: росіяни — 96 %.